# Bromure d'actinium
Le bromure d’actinium est composé chimique du brome et de l'actinium de formule AcBr3. Il peut être formé par l’action du bromure d'aluminium sur le sesquioxyde d'actinium :
Ac2O3 + 2 AlBr3{\displaystyle \longrightarrow }2 AcBr3 + Al2O3.